# DO MY BEST (アルバム)
『DO MY BEST』（ドゥ・マイ・ベスト）は、岡村孝子の初の公式ベストアルバム。2002年7月24日発売。発売元はBMGファンハウス。

## 解説
あみんとして1982年7月21日に「待つわ」で歌手デビュー、20周年を記念して発売されたアニヴァーサリー・ベストアルバム。収録曲選定に縛りがない、初めてのトータル・ベストアルバムでもある。選曲・監修は岡村自身が行った。特徴として、「あみん」名義の曲と「岡村孝子」名義の楽曲が、初めて同一タイトルのアルバムに収録された点が挙げられる。
新曲「天晴な青空」では、元あみん（2007年に再結成）の加藤晴子がコーラスで参加している。本アルバムと同時発売でシングルカットされた。岡村が自分にとっては何が一番20周年の記念になるかを考えた結果が、加藤にもう一度ハモってもらうことだったという。詳細は28枚目のシングル「天晴な青空#解説」を参照。
連動したコンサート「Encore V 〜20th Anniversary Concert Tour, '02 DO MY BEST〜」の最終公演では、加藤がスペシャルゲストで出演。加藤が公に姿を見せたのは、実に20年ぶりであった。岡村と加藤の友情は、そのあいだも途切れることなくずっと続いていたという。
CDのみの通常盤と、初DVD化映像を多数含んだDVD付初回限定盤の2タイプが発売された。ジャケット写真は同一。歌詞カードとカラー・ブックレットの計2冊が封入されている。それらブックレットには、あみん時代も含めた公式アルバム・シングル・ビデオソフトのジャケット写真付完全ディスコグラフィ（一部、本人のコメントあり）や、過去の日程やを写真を交えたコンサートヒストリーなどが掲載されており、資料の面でも充実したものになっている。
2009年9月2日には、BMG JAPAN（レーベルはAriola Japan）よりBlu-spec CD仕様の期間限定盤がリリースされた。
14年後の2016年9月7日には、本作の第2弾となるオールタイム・ベストアルバム『DO MY BEST II』が発売される。

## 収録曲

### Disc 1
- 全曲作詞・作曲: 岡村孝子　（Except M-5　作詞: 来生えつこ 、作曲: 来生たかお）

|    | 曲名 | 演奏時間 | 編曲     |
| 1  | 待つわ | 4:26     | 萩田光雄 |
| 1  | 1982年のオリコン年間ヒットチャート第1位の大ヒット・ナンバー。2007年には「待つわ'07」がリリースされている。                |          |          |
| 2  | 琥珀色の想い出 | 3:50     | 萩田光雄 |
| 3  | 風は海から | 4:43     | 萩田光雄 |
| 3  | FMヨコハマ「風は海から」テーマソング                                                                                      |          |          |
| 4  | ピエロ | 4:45     | 萩田光雄 |
| 5  | はぐれそうな天使 | 4:10     | 船山基紀 |
| 5  | ホンダ「トゥデイ」コマーシャルソング                                                                                      |          |          |
| 6  | 夏の日の午後 | 4:54     | 田代修二 |
| 6  | TBS系テレビドラマ「恋とオムレツ」主題歌                                                                                   |          |          |
| 7  | Baby,Baby | 4:44     | 田代修二 |
| 8  | 電車 | 5:44     | 萩田光雄 |
| 8  | TBS BS-i ドラマ「恋する日曜日」主題歌                                                                                     |          |          |
| 9  | 夢をあきらめないで | 4:42     | 田代修二 |
| 9  | 武蔵高等予備校コマーシャルソング、ABC・テレビ朝日系「熱闘甲子園」挿入歌、東北電力企業CF、映画「逆境ナイン」主題歌、など。 |          |          |
| 10 | TODAY | 5:32     | 萩田光雄 |
| 11 | あなたと生きた季節 | 5:13     | 田代修二 |
| 12 | 虹を追いかけて | 5:12     | 田代修二 |
| 12 | ライヴで披露される定番曲。                                                                                                |          |          |
| 13 | 愛がほしい | 4:50     | 田代修二 |
| 13 | 日本テレビ系「知ってるつもり?!」初代エンディングテーマ・ソング                                                            |          |          |
| 14 | 心の草原 | 5:13     | 田代修二 |
| 15 | Kiss | 5:13     | 萩田光雄 |
| 15 | テレビ東京系テレビドラマ「僕が医者をやめた理由」主題歌                                                                    |          |          |

### Disc 2
- 全曲作詞・作曲: 岡村孝子

|    | 曲名 | 演奏時間 | 編曲       |
| 1  | adieu | 5:30     | 田代修二   |
| 2  | Good-Day 〜思い出に変わるならば〜                                                                              | 5:00     | 清水信之   |
| 2  | 日本テレビ系スペシャルドラマ「5月の風 〜ひとりひとりの二人〜」主題歌                                           |          |            |
| 3  | 愛を急がないで                                                                                                 | 5:51     | 萩田光雄   |
| 3  | 第一生命CMイメージソング、テレビ東京系テレビドラマ「幸せを急がないで 派遣OL恋物語」主題歌                      |          |            |
| 4  | ミストラル 〜季節風〜                                                                                          | 5:01     | 清水信之   |
| 4  | 第一生命「コーラス」イメージソング。コマーシャルには、岡村本人も出演した。                                     |          |            |
| 5  | 無敵のキャリア・ガール                                                                                         | 5:49     | 清水信之   |
| 5  | 9thアルバム『満天の星』よりシングルカットされた。                                                              |          |            |
| 6  | フォーエバー・ロマンス                                                                                         | 5:52     | 田代修二   |
| 6  | 日本テレビ系特別番組「皇太子様・雅子様 ご成婚スペシャル」テーマソング                                          |          |            |
| 7  | 笑顔にはかなわない                                                                                             | 4:57     | 萩田光雄   |
| 7  | フジテレビ系バラエティ番組「うれしたのし大好き」エンディング・テーマソング                                     |          |            |
| 8  | 山あり 谷あり                                                                                                  | 5:09     | 海老原真二 |
| 8  | 関西テレビ・フジテレビ系テレビドラマ「福井さんちの遺産相続」主題歌                                             |          |            |
| 9  | 明日への道 | 5:31     | 萩田光雄   |
| 9  | CBC・TBS系「旅・わくわく」エンディングテーマ                                                                   |          |            |
| 10 | Winter Story                                                                                                   | 4:48     | 萩田光雄   |
| 10 | テレビ朝日系「キンキンのとことん好奇心」エンディング・テーマ                                                   |          |            |
| 11 | 愛という名の翼                                                                                                 | 5:05     | 海老原真二 |
| 11 | TBS系テレビアニメ「少年サンタの大冒険!」エンディング・テーマ                                                   |          |            |
| 12 | 永遠の木もれ陽                                                                                                 | 4:58     | 海老原真二 |
| 12 | 12thアルバム『Reborn』と同時発売。フジテレビ系「ウチくる!?」テーマソング                                       |          |            |
| 13 | Time and again                                                                                                 | 5:30     | 萩田光雄   |
| 14 | 天晴な青空 | 5:23     | 萩田光雄   |
| 14 | シングルで同時発売された新曲（CD EXTRAでPV収録）。TBS系情報番組「噂の!東京マガジン」エンディング・テーマソング |          |            |

## 関連作品

### Disc 1
- P.S.あなたへ…　M-1・2
- P.P.S. あなたへ…　M-1・2
- 夢の樹　M-3・4
- 私の中の微風　M-5・6・7
- Andantino a tempo　M-8
- liberté　M-8・9
- SOLEIL　M-10・11
- Eau Du Ciel （天の水）　M-12・13
- Kiss 〜à côté de la mer〜　M-14・15

### Disc 2
- Kiss 〜à côté de la mer〜　M-1
- Chou-fleur　M-2・3
- mistral　M-4
- 満天の星　M-5・6・7
- SWEET HEARTS　M-8・9
- BRAND-NEW　M-10・11
- Reborn　M-12
- After Tone IV　M-13
- TEAR DROPS　M-14